# Прва ворлд
Прва ворлд (Prva World) телевизијски је канал који се емитује путем кабловске, сателита и ИПТВ мреже у Србији. Емитовање канала започето је 19. децембра 2016.
Програм овог канала чине теленовеле, сапунице и драмске серије са подручја Европе, Латинске Америке, Турске и Индије.

## Програм

### Серије
| Назив                                       | Назив      | Приказивање | Приказивање | Приказивање                                                       |
| Преведени                                   | Оригинални | Почетак | Крај | Статус                                                            |
| ------------------------------------------- | ---------- | --- | --- | ----------------------------------------------------------------- |
| Бескрајна љубав                             |            | 27. јануар 2025. 17. јул 2025. | 22. март 2025. још траје | завршено у току                                                   |
| Бруско                                      |            | 19. децембар 2016. 11. јануар 2019. 19. октобар 2020. 13. април 2022. | 31. јул 2018. 3. јул 2020. 12. април 2022. 30. децембар 2022. | завршено прекинуто                                                |
| Будва на пјену од мора                      |            | 19. децембар 2016. 19. јун 2017. 23. децембар 2017. | 23. март 2017. 20. јул 2017. 15. јануар 2018. | завршено                                                          |
| Галерија Велвет                             |            | 21. јун 2023. 17. јануар 2024. 12. јул 2024. | 5. септембар 2023. 2. април 2024. 26. септембар 2024. | завршено завршено                                                 |
| Горка освета                                |            | 24. април 2023. | 9. октобар 2023. | завршено                                                          |
| Господин Погрешни                           |            | 10. октобар 2023. 12. фебруар 2024. 31. мај 2024. 22. август 2024. 10. децембар 2024. | 8. новембар 2023. 10. април 2024. 21. јун 2024. 20. септембар 2024. 8. јануар 2025. | завршено                                                          |
| Градић на обали мора                        |            | 6. август 2021. | 2. септембар 2021. | завршено                                                          |
| Гумуш                                       |            | 6. март 2019. 10. јануар 2020. 2. март 2021. | 13. јун 2019. 18. април 2020. 19. јул 2021. | завршено                                                          |
| Дар мар (сезона 1)                          |            | 6. октобар 2021. | 20. јануар 2022. | завршено                                                          |
| Дивља мачка                                 |            | 19. децембар 2016. 23. децембар 2017. | 6. јун 2017. 14. фебруар 2018. | завршено                                                          |
| Домаћице са Босфора                         |            | 29. август 2017. | 29. март 2018. | завршено                                                          |
| Дневник љубави                              |            | 21. фебруар 2017. 7. август 2017. 29. јануар 2019. | 31. мај 2017. 31. август 2017. 5. март 2019. | завршено                                                          |
| Езел                                        |            | 4. мај 2022. 31. октобар 2022. 7. март 2023. | 20. јул 2022. 16. фебруар 2023. 23. мај 2023. | завршено                                                          |
| Жртве љубави                                |            | 12. децембар 2023. 7. мај 2024. 4. септембар 2024. 5. јануар 2025. 17. јун 2025. | 9. фебруар 2024. 19. јун 2024. 17. октобар 2024. 26. јануар 2025. 16. јул 2025. | завршено                                                          |
| Забрањено воће                              |            | 11. новембар 2020. 9. новембар 2021. | 2. март 2021. 28. фебруар 2022. | завршено                                                          |
| Забрањена љубав                             |            | 21. јануар 2019. | 30. јануар 2020. | завршено                                                          |
| Заљубљени нежења                            |            | 6. март 2018. 1. октобар 2018 20. јул 2023. 3. април 2024. 25. септембар 2024. 23. март 2025. 20. август 2025.                                                                                         | 15. јун 2018. 10. јануар 2019. 8. децембар 2023. 21. август 2024. 4. јануар 2025. 1. јул 2025. још траје                                                                                                   | завршено завршено (1-2 сезона) у току                             |
| Звала се Фериха                             |            | 19. децембар 2016. 1. септембар 2017. | 28. јул 2017. 16. децембар 2017. | завршено                                                          |
| Изгубљена част                              |            | 13. фебруар 2020. 29. јануар 2021. 9. септембар 2021. | 6. октобар 2020. 22. април 2021. 1. децембар 2021. | завршено                                                          |
| Издаја                                      |            | 18. март 2025. | 19. август 2025. | завршено                                                          |
| Истине и лажи                               |            | 3. јун 2022. 25. октобар 2024. | 2. мај 2023. 16. јун 2025. | завршено                                                          |
| Кад лишће пада                              |            | 24. март 2017. 15. фебруар 2018. 15. децембар 2021. 18. новембар 2022. 6. септембар 2023. | 10. новембар 2017. 7. август 2018. 15. август 2022. 19. јул 2023. 6. мај 2024. | завршено                                                          |
| Kако време пролази                          |            | 8. август 2018. 14. јун 2019. 19. април 2020. | 5. децембар 2018. 11. октобар 2019. 15. август 2020. | завршено                                                          |
| Карма                                       |            | 1. септембар 2018. 6. јул 2020. 4. март 2022. | 15. новембар 2018. 19. октобар 2020. 17. јун 2022. | завршено                                                          |
| Катарина II (сезоне 1 и 2)                  |            | 18. јун 2021. 14. новембар 2021. 28. фебруар 2022. | 5. јул 2021. 5. децембар 2021. 15. март 2022. | завршено                                                          |
| Коло среће                                  |            | 9. септембар 2023. 2. јул 2025. | 26. децембар 2023. још траје | завршено у току                                                   |
| Краљица ритма                               |            | 18. октобар 2024. 19. август 2025. | 7. април 2025. још траје | завршено у току                                                   |
| Ларин избор (2. сезона)                     |            | 18. јун 2018. | 28. септембар 2018. | прекинуто                                                         |
| Љубав на помолу                             |            | 16. август 2022. 29. децембар 2022. 3. јул 2023. | 17. новембар 2022. 6. март 2023. 9. септембар 2023. | завршено                                                          |
| Љубав у оковима (сезоне 1 и 2) (сезоне 1-4) |            | 8. октобар 2020. 17. мај 2021. 5. јул 2021. 2. септембар 2021. 27. септембар 2022. 14. април 2023. 31. јул 2023. 27. децембар 2023. 11. април 2024. 20. септембар 2024. 9. јануар 2015. 7. април 2025. | 11. новембар 2020. 18. јун 2021. 6. август 2021. 6. октобар 2021. 31. октобар 2022. 20. јун 2023. 11. децембар 2023. 12. фебруар 2024. 22. август 2024. 27. новембар 2024. 17. март 2025. 19. август 2025. | завршено (1-2 сезона) завршено (1-4 сезоне) завршено (све сезоне) |
| Мајка                                       |            | 11. новембар 2017. 30. јул 2018. 16. октобар 2018. | 23. децембар 2017. 26. септембар 2018. 13. децембар 2018. | завршено                                                          |
| Милост                                      |            | 15. фебруар 2020. 23. април 2021. | 21. мај 2020. 10. јун 2021. | завршено                                                          |
| Мирис јагода                                |            | 4. јун 2024. 10. септембар 2024. 27. новембар 2024. 27. фебруар 2025. | 11. јул 2024. 17. октобар 2024. 3. јануар 2025. 7. април 2025. | завршено                                                          |
| На граници                                  |            | 17. фебруар 2020. 1. децембар 2020. | 29. јул 2020. 17. мај 2021. | завршено                                                          |
| На танком леду                              |            | 30. октобар 2023. 22. јун 2024. 13. јануар 2025. | 6. мај 2024. 24. септембар 2024. још траје | завршено у току                                                   |
| Немој да звоцаш                             | —          | 6. фебруар 2018. | 4. март 2018. | завршено                                                          |
| Одбачено сироче                             |            | 19. децембар 2016. | 15. децембар 2017. | прекинуто                                                         |
| Опроштајно писмо                            |            | 4. март 2024. 20. јун 2024. 17. октобар 2024. 6. јануар 2025. | 11. април 2024. 3. септембар 2024. 10. децембар 2024. 26. фебруар 2025. | завршено                                                          |
| Парампарчад                                 |            | 1. јун 2017. 30. март 2018. 13. децембар 2018. | 22. децембар 2017. 15. октобар 2018. 28. јун 2019. | завршено                                                          |
| Повратак Лукаса                             |            | 1. октобар 2018. 14. мај 2020. 20. фебруар 2021. | 9. новембар 2018. 25. јун 2020. 20. април 2021. | завршено                                                          |
| Погрешан човек                              |            | 1. новембар 2018. 14. октобар 2019. 30. јул 2020. 6. децембар 2021. 3. мај 2023. | 9. јул 2019. 14. фебруар 2020. 1. децембар 2020. 2. јун 2022. 29. октобар 2023. | завршено                                                          |
| Покуцај на моја врата                       |            | 15. март 2022. 9. октобар 2022. 2. јануар 2023. | 5. јул 2022. 28. децембар 2022. 24. април 2023. | завршено                                                          |
| Права жена                                  |            | 12. новембар 2018. 10. јул 2019. 22. мај 2020. | 18. јануар 2019. 26. новембар 2019. 30. август 2020. | завршено                                                          |
| Прогнани — Сејит и Шура                     |            | 19. децембар 2016. | 20. фебруар 2017. | завршено                                                          |
| Пун месец                                   |            | 21. фебруар 2022. 2. август 2022. 16. фебруар 2023. 24. мај 2023. | 2. април 2022. 27. септембар 2022. 13. април 2023. 3. јул 2023. | завршено                                                          |
| Рањено срце                                 |            | 19. децембар 2016. 19. јун 2017. 22. децембар 2017. 1. август 2018. 21. април 2021. 20. јануар 2022. 3. април 2022. 20. јун 2022.                                                                      | 14. март 2017. 12. септембар 2017. 5. фебруар 2018. 31. август 2018. 21. јун 2021. 4. март 2022. 3. мај 2022. 1. август 2022.                                                                              | завршено                                                          |
| Река љубави (сезоне 1 и 2)                  |            | 1. јул 2019. 25. јун 2020. | 11. октобар 2019. 8. oктобар 2020. | завршено                                                          |
| Рецепт за љубав                             |            | 11. децембар 2023. 13. фебруар 2024. 7. мај 2024. 12. јул 2024. 27. септембар 2024. | 8. јануар 2024. 4. март 2024. 4. јун 2024. 9. септембар 2024. 25. октобар 2024. | завршено                                                          |
| Самац у браку                               | —          | 29. јул 2017. | 26. август 2017. | завршено                                                          |
| Сањалица                                    |            | 20. јул 2021. 2. децембар 2021. 21. јул 2022. | 9. новембар 2021. 20. фебруар 2022. 9. октобар 2022. | завршено                                                          |
| Слатка тајна                                |            | 15. новембар 2018. 30. јануар 2020. 16. август 2020. 22. јун 2021. | 29. јануар 2019. 14. мај 2020. 30. октобар 2020. 13. новембар 2021. | завршено                                                          |
| Судбина                                     |            | 31. јул 2016. 5. фебруар 2018. | 1. децембар 2017. 18. мај 2018. | завршено                                                          |
| Сулејман Величанствени                      |            | 6. децембар 2018. 7. октобар 2020. 6. јул 2022. 8. јануар 2024. | 12. фебруар 2020. 14. децембар 2021. 28. јул 2023. 12. јул 2024. | завршено                                                          |
| Страсти Тоскане                             |            | 18. мај 2018. 27. новембар 2019. 8. новембар 2023. 11. април 2024. 23. август 2024. 8. април 2025. | 30. јул 2018. 14. фебруар 2020. 17. јануар 2024. 31. мај 2024. 10. јануар 2025. још траје | завршено прекинуто завршено у току                                |
| Украдена љубав                              |            | 19. децембар 2016. 4. децембар 2017. | 16. јун 2017. 5. март 2018. | завршено                                                          |
| Фолк                                        | —          | 24. децембар 2016. 16. јануар 2018. | 17. фебруар 2017. 5. фебруар 2018. | завршено                                                          |
| Хиљаду и једна ноћ                          |            | 12. октобар 2019. 31. октобар 2020. 11. јун 2021. | 9. јануар 2020. 28. јануар 2021. 8. септембар 2021. | завршено                                                          |
| Чиста љубав                                 |            | 5. март 2018. 31. август 2020. | 31. октобар 2018. 19. фебруар 2021. | завршено                                                          |
| Шешир професора Косте Вујића                | —          | 15. јул 2017. | 23. јул 2017. | завршено                                                          |

### Емисије
- Ексклузив
- Моје ново ја
- Вино и виноградарство